# Хмеринка
Хмеринка — річка в Україні, в Звягельському районі Житомирської області. Ліва притока річки Гаті (басейн Прип'яті).

## Опис
Довжина річки приблизно 4 км. Висота витоку річки над рівнем моря — 211 м; висота гирла над рівнем моря — 205 м; падіння річки — 6 м; похил річки — 1,5 м/км.

## Розташування
Бере початок на південному заході від села Старий Хмерин. Тече на північний захід і на півдні від села Велика Цвіля впадає в річку Гать, притоку Случі.

## Риби Хмеринки
У річці водяться карась звичайний, окунь, щука звичайна, пічкур та плітка звичайна.